# 韓蔚核能發電廠
韓蔚核能發電廠（韩语：／，簡稱韓蔚核電廠）是一座由韓國水電與核電公司在韓國慶尚北道蔚珍郡北面武古里所建設的核能發電廠。韓蔚一號、二號機組在建造初期有鑑於技術與燃料的供應多元，又基於促進政治、經濟和技術合作，因此引進法國的設備，使得韓國的核能發電設計標準化。作為首座以法國標準的900MW級核能發電廠，在系統的設計與結構的建造上，相較其他發電廠的容量較小。
韓蔚三號、四號機組是由韓國國內自主建造，先前韓光核能發電廠三號、四號機組的設計與建設，成為韓國標準核電廠建設的基础，韓蔚三號、四號機組则是韓國標準核電廠建设的延续，采用韩国通过技術轉移研发的OPR-1000核反应堆。韓蔚五號、六號機組也採用韓國標準核電廠的OPR-1000核反应堆，并改善蒸汽發生器，加強其安全性。2013年5月，韓蔚核能發電廠自「蔚珍核能發電廠」更為現名。
新韓蔚一~四號機組则採用韓國在OPR-1000基础上改进的APR-1400核反应堆，2022年12月7日新韓蔚核能發電廠一號機開始商轉，成為尹锡悦任內首個投產核能發電廠。

## 設備
| 韓蔚核能發電廠   |                          |          |               |                |               |
| 反應爐           | 反應堆型                 | 輸出功率 | 開始建造日期  | 開始商轉日期   | 備註          |
| 一號機           | 壓水反應爐（France CPI） | 968 MW   | 1983年1月26日 | 1988年9月10日  | [ 5 ]         |
| 二號機           | 壓水反應爐（France CPI） | 969 MW   | 1983年7月5日  | 1989年9月30日  | [ 6 ]         |
| 三號機           | 壓水反應爐（OPR-1000）   | 997 MW   | 1993年7月21日 | 1998年8月11日  | [ 7 ]         |
| 四號機           | 壓水反應爐（OPR-1000）   | 999 MW   | 1993年11月1日 | 1999年12月31日 | [ 8 ]         |
| 五號機           | 壓水反應爐（OPR-1000）   | 998 MW   | 1999年10月1日 | 2004年7月29日  | [ 9 ]         |
| 六號機           | 壓水反應爐（OPR-1000）   | 997 MW   | 2012年7月10日 | 2005年4月22日  | [ 10 ]        |
| 新韓蔚核能發電廠 |                          |          |               |                |               |
| 反應爐           | 反應堆型                 | 輸出功率 | 開始建造日期  | 開始商轉日期   | 備註          |
| 一號機           | 壓水反應爐（APR-1400）   | 1340 MW  | 2012年7月10日 | 2022年12月7日  | [ 11 ] [ 12 ] |
| 二號機           | 壓水反應爐（APR-1400）   | 1340 MW  | 2013年6月19日 | 2024年4月5日   | [ 13 ] [ 14 ] |
| 三號機           | 壓水反應爐（APR-1400）   | 1340 MW  | 2017年4月3日  | 建設中         | [ 15 ]        |
| 四號機           | 壓水反應爐（APR-1400）   | 1340 MW  | 2018年9月19日 | 建設中         | [ 15 ]        |

## 故障與事故
2004年至2007年間，韓蔚核能發電廠因故障而暫停運作的事件共計21件，佔全國核能發電廠暫停運作的41起事件的一半，並在2007年被評價為韓國國內停運最多次的核電廠，其中又以全國核電廠員工人為疏失8起事件中，韓蔚核能發電廠佔5起為最大宗。而在2007年1月至4月間，在韓蔚核能發電廠排水口附近的藻類，檢測出铌-95（95Nb），並於2011年在排水口附近檢測出放射性銀（110mAg）。